# 查尔斯·阿克利
查尔斯·阿克利（英語：Charles Ackerly，1898年1月3日—1982年8月16日），美国男子摔跤运动员。他曾代表美国参加1920年夏季奥林匹克运动会摔跤比赛，获得男子自由式羽量级金牌。